# Louise Lacoursière
Louise Lacoursière, née à Shawinigan le 15 février 1949, est une romancière et biographe québécoise, surtout connue pour ses sagas historiques qui se déroulent en Mauricie.

## Biographie
Louise Lacoursière est détentrice d’un baccalauréat en pédagogie de l'Université Laval et d’une formation en enseignement professionnel et en administration de l'Université du Québec à Trois-Rivières. Après avoir enseigné au niveau secondaire puis au collégial, elle devient directrice d’un centre d'éducation aux adultes à Trois-Rivières, où elle habite depuis plus de trente ans. Elle est la sœur de l’historien québécois Jacques Lacoursière.
Louise Lacoursière s’est fait connaître du grand public avec la publication de sa trilogie sur Anne Stillman McCormick, surnommée la Reine de la Mauricie, qui a donné son nom au trophée remis au gagnant de la Classique internationale de canots de la Mauricie . Publiés aux éditions Libre expression, les livres de cette trilogie ont été vendus à plusieurs dizaines de milliers d’exemplaires. Une deuxième saga historique intitulée La Saline a suivi le succès Stillman. Cette trilogie a d’ailleurs été publiée en France sous le titre La Saline – L’Intégrale, une œuvre de plus de 1100 pages, et a aussi été distribuée en Suisse et en Belgique. Ces romans immortalisent en quelque sorte une partie de l’histoire du Québec rural et urbain de la fin du XIXe siècle. La Saline, se déroule dans la région de Yamachiche en Mauricie, entre autres dans la maison du poète Nérée Beauchemin. Le dernier tome de la série paraîtra en 2020. 
En parallèle de sa carrière de romancière, elle publie d’autres types de livres : en 2007, elle écrit une biographie sur l’abbé Roland Leclerc, prêtre et communicateur trifluvien disparu tragiquement en 2003, et en 2018, un album pour enfants.
Depuis ses débuts en tant que romancière et biographe, Louise Lacoursière a remporté de nombreux prix littéraires aux niveaux régional et national. Elle se consacre à temps plein à l’écriture depuis 2002.

### Romans
- Anne Stillman tome 1 : le procès, publié en 1999 aux éditions Libre expression
- Anne Stillman tome 2 : de New York à Grande-Anse, publié en 2002, aux éditions Libre expression
- Anne Stillman tome 3 : les carnets de Cora, publié en 2004, aux éditions Libre expression
- Lunes bleues, publié en 2009 aux éditions Libre expression
- La Saline tome 1 : Imposture, publié en 2012 aux éditions Libre expression
- La Saline tome 2 : Impasse, publié en 2012 aux éditions Libre expression
- La Saline tome 3 : Impératifs, publié en 2013 aux éditions Libre expression
- La jeune fille au piano : dans l’univers de la Saline, publié en 2015 aux éditions Libre expression
- L’Amérindienne : dans l’univers de la Saline, publié en 2017 aux éditions Libre expression[6]
- Vent du large : dans l’univers de la Saline, publié en 2018 aux éditions Libre expression
- Shawinigan Falls : dans l’univers de la Saline, publication à l'automne 2020 aux éditions Libre expression

### Biographie
- Roland Leclerc : Par-delà l’image, publié en 2007 aux éditions Médiaspaul

### Autres
- Bilouca chez les castors : une aventure avec Cassandra et Mathis, conte pour enfants écrit en collaboration avec Louise Saint-Onge, illustrations de Nadia Berghella, publié en 2018 aux éditions le Point bleu

## Honneurs
- 2000 – Prix du Salon du livre de Trois-Rivières
- 2003 – Prix du Salon du livre de Trois-Rivières
- 2003 – Prix littéraire des professionnels de la documentation
- 2005 – Prix des abonnés des bibliothèques publiques Mauricie/Centre-du-Québec
- 2007 – Prix hommage décerné par l’organisme Communications et société
- 2009 – Prix du Salon du livre de Trois-Rivières
- 2013 – Prix du Salon du livre de Trois-Rivières
- 2014 – Prix Arts, Excellence de Culture Mauricie
- 2014 – Prix du Salon du livre de Trois-Rivières
- 2016 – Prix de littérature Gérald-Godin
- 2017 – Prix Adagio du Salon du livre de Trois-Rivières[4]
- 2019 - Prix Livre de l'année 2019, Gala Arts Excellence
- 2023 - Le 24 avril 2023, Louise Lacoursière reçoit la médaille de chevalier de l’ordre de la Pléiade, la plus haute distinction décernée à des personnalités qui se sont distinguées en servant les idéaux de la francophonie.